# Ragazzo che soffia su un tizzone acceso
Il Ragazzo che soffia su un tizzone acceso ("El Soplón") è un dipinto olio su tela (60,5×50,5 cm) di El Greco realizzato nel 1571-1572 e conservato presso il Museo nazionale di Capodimonte a Napoli.

## Storia e descrizione
La tela fu eseguita durante il soggiorno dell'artista cretese a Roma; forse si trattò di un incarico ducale, sebbene non si sappia per certo la sua origine. Facente parte della Collezione Farnese, la tela fu ereditata nel 1734 da Carlo di Borbone e trasferita definitivamente a Napoli.
Il pittore ripeterà questo tema diverse volte durante la sua carriera. Il dipinto si ispirò ad un passo della Naturalis historia di Plinio il Vecchio, quest'ultimo menzionante vari pittori e scultori che rappresentano ragazzi nell'atto di accendere il fuoco.
Tradizionalmente si è considerata questa scena come un prodotto dell'influenza di Jacopo Bassano, sebbene studi recenti abbiano stabilito che il soggetto è un tentativo di riproduzione di un quadro dell'antichità classica andato perduto. 
Nell'opera, concepita forse durante il soggiorno di El Greco e altri intellettuali nel palazzo Farnese di Roma, un ragazzo tenta di accendere una candela valendosi di un tizzone. Il ragazzo protagonista della scena evidenzia l'enorme qualità dei primi ritratti del pittore, così come il coevo Ritratto di Giulio Clovio, realizzato anch'esso durante gli anni romani ed anch'esso conservato nel Museo nazionale di Capodimonte.